# Rose Hill (hrabstwo Lee)
Rose Hill – jednostka osadnicza w Stanach Zjednoczonych, w stanie Wirginia, w hrabstwie Lee.